# Al Tall
Al Tall est un groupe de musique traditionnelle du Pays valencien (Espagne), fondé à Valence en 1975 par Vicent Torrent, Manuel Miralles et Miquel Gil. Le groupe a annoncé la fin de sa carrière en octobre 2012.

## Présentation
Al Tall est fondé en 1975, alors que le régime franquiste vit ses derniers instants et que s'amorce la transition démocratique en Espagne.
En clair parallèlisme avec le Mural del País Valencià de Vicent Andrés Estellés, avec un engagement politique antifranquiste, et dans la vague folk du moment, le groupe tisse un imaginaire des problématiques valenciennes, pour un peuple à demi analphabète dans sa propre langue et ignorant les dates et les faits de son histoire.
La célèbre chanson «Tio Canya (ca)» (1977) en est un exemple. La chanson décrit un personnage générique, qui représente le peuple valencien («porta gorra i brusa negra i una faixa morellana»), caractérisé par la fierté et la dignité («la tercera va jurar de no tornar a xafar-la») qui est méprisé par la capitale Valence, massivement hispanophone. Contre ce divorce linguistique qu'incarne la capitale, surtout les modes de vie bourgeois (« metges, professors i gent lletrada » (« médecins, enseignants et gens instruits »)), il incarne la dignité du peuple et sa fidélité à la langue. De leur point de vue, tant que Valence ne sera pas « valencianisée », elle ne pourra pas être une capitale. C'est pourquoi, si nécessaire, la ville de Valence doit être prise et valencianisée « amb gaiato si et fa falta, a València has de tornar » (« avec un bâton de marche si tu en as besoin, tu dois retourner à Valence »).

L'album Quan el mal ve d'Almansa (« Quand le Mal vient d'Almansa », 1979) comprend une première partie qui détaille la guerre de Succession entre la maison d'Autriche et la maison de Bourbon et ses conséquences néfastes pour les territoires de la couronne d'Aragon. Inspiré d'une cantate comme celle composée par d'autres groupes, comme Quilapayún ou Nuevo Mester de Juglaría (es), Al Tall pose sa voix et sa musique sur une défaite occultée au peuple valencien par les occupants bourboniens qui a abouti au Décret de Nueva Planta par lequel Philippe V élimina les fors de Valence, dissous les institutions du royaume de Valence et interdit toute langue autre que l'espagnol du registre officiel. Le groupe prétend favoriser les retrouvailles du peuple valencien avec son histoire, avec ses mythes, à travers des chansons qui racontent comment et pourquoi les Valenciens seraient devenus un peuple et un pays vaincus. Dans la chanson «Processó» :
« La història ja està passada, pols i terra la taparen, però el mal que vingué d'ella, mal d'Almansa, rosega encara i alcança tot el poble. »
« L'histoire est déjà passée, la poussière et la terre l'ont recouverte, mais le mal qui en est issu, le mal d'Almansa, la ronge encore et atteint toute le peuple. »

## Discographie
| Année | Titre                                                        | Label                |
| ----- | ------------------------------------------------------------ | -------------------- |
| 1975  | Cançó popular, País Valencià                                 | Edigsa               |
| 1976  | Deixeu que rode la roda                                      | Edigsa               |
| 1978  | Posa vi, posa vi, posa vi...                                 | Edigsa               |
| 1978  | A Miquel assassinaren (dédié à Miguel Grau)                  | Edigsa               |
| 1979  | Quan el mal ve d'Almansa...                                  | PDI                  |
| 1979  | Nadal valencià I i II                                        | Ànec                 |
| 1980  | Som de la pelitrúmpeli                                       | Ànec                 |
| 1982  | Cançons de la nostra Mediterrània (avec Maria del Mar Bonet) | Ariola               |
| 1983  | Tocs i vares                                                 | Edigsa               |
| 1984  | 10 anys                                                      | PDI                  |
| 1985  | Xarq al-Andalus (avec Muluk el-Hwa)                          | RTVE-Música          |
| 1979  | Xavier "el Coixo"                                            | Difusió Mediterrània |
| 1991  | Quart creixent                                               |                      |
| 1994  | Europ eu! (dédié à Guillem Agulló)                           | PDI                  |
| 1995  | Antologia: vint anys d'Al Tall                               | La Màscara           |
| 1999  | La nit                                                       | PICAP                |
| 2001  | 25 anys en directe                                           | PICAP                |
| 2004  | Vares velles                                                 | PICAP                |
| 2006  | Envit a vares                                                | PICAP                |
| 2009  | Vergonya, cavallers, vergonya                                | PICAP                |
| 2012  | Cant de l'Aplec dels Ports (single)                          |                      |